# Ugolino della Gherardesca (politico 1823)
Ugolino della Gherardesca (Firenze, 9 luglio 1823 – Firenze, 25 gennaio 1882) è stato un politico italiano.

Stemma della famiglia della Gherardesca

Fece parte della delegazione che presentò a Vittorio Emanuele II il risultato del plebiscito per l'annessione della Toscana al Regno di Sardegna, avvenuta poi con decreto reale del 22 marzo 1860. Nominato senatore, fu questore di quella camera in quattro sessioni dal 1863 al 1867.

## Onorificenze
- Senatore del Regno d'Italia, 1862.